# Stanley Greenspan
Stanley Ira Greenspan (ur. 1 czerwca 1941 na Brooklynie, zm. 27 kwietnia 2010 w Bethesda) – amerykański psychiatra, twórca metody nauczania dzieci z autyzmem i innymi problemami rozwojowymi – DIR/Floortime.

## Życiorys
Urodził się na nowojorskim Brooklynie, a potem, w wieku chłopięcym, przeniósł się na Long Island. Uczęszczał do Long Beach High School, a potem został przyjęty na Uniwersytecie Harvarda. W 1966 ukończył Yale School of Medicine. Odbył staż w zakresie psychiatrii i wstąpił do publicznej służby zdrowia Stanów Zjednoczonych.
W latach 70. i 80. XX wieku, jako badacz w National Institute of Mental Health, rozwijał swoje doświadczenia w pracy z dziećmi autystycznymi i doskonalił własną metodykę. Studiując trudne interakcje matek z niemowlętami i dziećmi, nagrywając i archiwizując wyniki, doszedł do wniosku, że fundamenty rozwoju emocjonalnego i behawioralnego mają dużo wcześniejsze zakorzenienie niż sądzili dotąd naukowcy. Greenspan odkrył, że dzieci, które z różnych powodów nie nawiązują kontaktu z rodzicami są pozbawione emocjonalnych narzędzi niezbędnych do uczenia się i rozwoju. W 2008 stwierdził, że nasze emocje służą jako lider orkiestry, w której umysł i mózg współgrają ze sobą.
Greenspan założył lub pomagał zakładać szereg organizacji zajmujących się wczesnym rozwojem dzieci, w tym Krajowe Centrum Klinicznych Programów dla Niemowląt oraz Interdyscyplinarną Radą ds. Zaburzeń Rozwojowych i Edukacyjnych. Był profesorem psychiatrii i pediatrii klinicznej na Uniwersytecie George’a Washingtona. Był autorem lub redaktorem około 40 książek przetłumaczonych na 12 języków.
Zmarł w szpitalu w Bethesda z powodu powikłań poudarowych.

## Rodzina
Miał żonę Nancy Thorndike Greenspan, która była współautorką kilku z jego ponad 30 książek. Miał też dwie córki: Elizabeth i Sarah, a także syna Jakuba. Jego brat Kenneth był psychiatrą i zmarł w 1999.